# Ir Jamim
Ir Jamim (hebrejsky עיר ימים‎, doslova Město dnů) je rezidenční čtvrť v jihozápadní části Netanji, která se rozkládá na ploše 1 140 dunamů podél pobřeží mezi čtvrtí Giv'at ha-Irusim a Ramat Poleg. Byla založena v roce 2006. O deset let později byla postavena většina obytných budov ve čtvrti, ačkoli stavební boom ve čtvrti pokračuje dodnes. Ve čtvrti bylo postaveno 4 510 bytových jednotek, 3 150 hotelových pokojů a 34 000 m2 komerčních prostor.
Ve čtvrti se nachází mnoho výškových budov a je považována za nejprestižnější čtvrť v Netanji a nejvyhledávanější v oblasti Šaronské planiny.
Čtvrť je zasvěcena básníkům a hudebníkům, o čemž svědčí názvy ulic a sochy rozeseté po celé čtvrti.
Čtvrť se nachází v dojezdové vzdálenosti od průmyslové zóny Poleg a parku Ši’im, který je považován za hlavní a důležité centrum zaměstnanosti v zemi. V centru čtvrti se nachází obchodní centrum Ir Jamim, které je největším obchodním centrem v Netanji a jedním z největších v oblasti Šaronské planiny.

## Strategický plán rozvoje
Při plánování čtvrti byl kladen velký důraz na kvalitu obytných budov a zároveň na začlenění mnoha zelených ploch. V centru čtvrti se vedle obchodních a zábavních center nachází velký park s podzemními stezkami pro pěší a cyklisty. Kromě toho se ve čtvrti nacházejí státní vzdělávací instituce a veřejné parky a existuje zde přímé pěší spojení s pláží Poleg.
Mnozí pozitivně hodnotí strategický plán rozvoje čtvrti s ohledem na blízkost míst zábavy, volného času a zaměstnání. Na druhou stranu jsou i tací, kteří tvrdí, že architektura budov je banální a že čtvrť byla naplánována jako jakási pevnost před zbytkem města.
Kromě toho se vedou rozsáhlé spory ohledně výstavby hotelů na pláži Poleg. Obyvatelé této čtvrti, kteří jsou proti, tvrdí, že výstavba hotelů poškodí životní úroveň v okolí a v důsledku toho dojde k úplnému zničení pozemků podél rezervace Iris.

## Doprava
Čtvrť se nachází kousek od křižovatky Poleg a dálnice číslo 2, která umožňuje rychlý výjezd z města na sever a jih země i do metropolitní oblasti Tel Avivu.
Veřejná doprava ve čtvrti není v porovnání s jinými čtvrtěmi ve městě rozvinutá, ale existuje zde pravidelná síť městských linek do zbytku města, přímá linka do Tel Avivu a také linky spojující obyvatele čtvrti s železniční stanicí Bejt Jehošua, kde zastavují vlaky do mnoha částí země, včetně Herzlije a Tel Avivu.